# Oskar Toppelius
Oskar August Toppelius, född 31 januari 1828 i Uleåborg, död 30 juni 1904 i Helsingfors, var en finländsk litteraturvetare och gymnasielektor.

## Verksamhet
Oskar Toppelius gick i trivialskola i Uleåborg och avlade studentexamen i Helsingfors 1843 med vitsordet laudatur. Samma år skrevs han in i Nordösterbottniska avdelningen vid Helsingfors universitet. Han blev filosofie kandidat 1850 och licentiat samt doktor 1857. Från 1861 till 1869 var han verksam som docent i estetik och nyare litteratur vid Helsingfors universitet; från 1867 till 1869 var han dessutom amanuens vid universitetsbiblioteket där. Från 1869 till 1892 var han anställd som lektor i grekiska vid Vasa gymnasium (senare lyceum). Den 3 maj 1900 promoverades han till jubelmagister.
Toppelius var mycket teaterintresserad och verksam som teaterkritiker. Åren 1865–1870 samt 1897–1902 var han medlem av Finska litteratursällskapets kommitté för poesi.

## Familj
Toppelius var son till stadsläkaren i Uleåborg, professor Gustaf Toppelius och Maria Calamnius. Hans farfar var kyrkomålaren Michael Toppelius.
Han gifte sig aldrig och testamenterade en stor del av sin kvarlåtenskap till finskspråkiga skolor i norra Finland.

## Verk
- Toppelius, Oscar August (1856). Ludvig Holbergs Komedier. Helsingfors. Libris 16094344
- Toppelius, Oscar August (1861). Folkvisorna om Marsk Stig: Akad. afhandling. Helsingfors. Libris 3134895
- Achilleus i 9. sången af Iliaden. 1867

Dessutom skrev Toppelius en komedipjäs i fem akter, Konungens läkare, som sattes upp i Helsingfors och Stockholm, men som aldrig publicerades i tryck.